# رافضی
رافضی اصطلاحی توهین‌آمیز است که برخی از مسلمانان در اشاره به شیعیان استفاده می‌کنند. از ریشه «رفض»، به معنای رد کردن، است و نخست زیدیان همه شیعیانِ غیر از خود را رافضی گفتند، زیرا امامت زید بن علی را ترک (رفض) می‌کردند. (شاید) از اینجا این نام برای شیعه به وجود آمد. این به‌تدریج از معنای اصلی‌اش منحرف و کنایه‌ای به برائت از ابابکر و عمر و عثمان گشته است.

## تاریخ
منابع غیر زیدی بیان می‌کنند که رافضی اصطلاحی بود که زید در مورد کسانی که در آخرین ساعات زندگی او را به دلیل امتناع او از توهین به دو خلیفه ابوبکر و عمر ترک کردند به کار برد. زید به سختی روافض را که او را ترک کرده‌اند سرزنش کرد و این نام را سلفی‌ها تا امروز برای اشاره به شیعیان دوازده امامی به کار می‌برند.
گروهی از سرانشان در حضور زید جمع شدند و گفتند: خدا تو را رحمت کند، دربارهٔ ابوبکر و عمر چه می‌گویی؟ زید گفت: «نشنیده‌ام که احدی از خانواده‌ام از آن دو چشم پوشی کند و جز نیکی دربارهٔ آن‌ها سخنی نگوید، هنگامی که حکومت به آنها سپرده شد، با مردم به عدالت رفتار کردند و به قرآن و سنت عمل کردند».

## در فرهنگ معین
در فرهنگ معین علت آنکه برخی سنیان شیعه را به این نام می‌خوانند، عدم پذیرش رای صحابه در بیعت با ابوبکر و عمر ذکر شده است.

## در احادیث شیعه
کلینی در اصول کافی از جعفر صادق امام ششم شیعیان نقل می‌کند که سابقه رفض به قوم موسی بازمی‌گردد که از ضلالت فرعون رفض (رد) کردند. پس همان‌طور بر شیعیان گفته شده چنان‌که شر را رفض و رد کردند.

## در میان اهل سنت
امروزه برخی از اهل سنت برای توهین به شیعیان واژه: «رافضی» را به کار می‌برند.

## در ادبیات فارسی
-چون بود عشق صادقان درسم،
کی ز کید منافقان ترسم؛
این نه رفض است محض ایمان است،
رسم معروف اهل عرفان است؛
رفض اگر هست حب آل نبی،
رفض فرض است بر ذکی و غبی؛
لوکان رفضا حب آل محمد،
فلیشهد الثقلان انی رافضی؛
شافعی آن که سنت نبوی،
ز اجتهاد قویم اوست قوی؛
به زبان فصیح و لفظ متین،
گفت در طی شعر سحر آیین؛
گر بود رفض حب آل رسول،
یا تولا به خاندان بتول؛
گو گوا باش آدمی و پری،
که شدم من ز غیر رفض بری؛
کیش من رفض و دین من رفض است،
رفع من رفض و مابقی خفض است
-رافضی انگشت در دندان گرفت،
هم علی و هم عمر آمیختند
-نه در نشستن عثمان چو رافضی بدگوی،
نه در شجاعت حیدر چو خارجی احمق
-رافضی کیست دشمن بوبکر،
خارجی کیست دشمنان علی
-شوم چنگال چو نشپیل خود از مال یتیم،
نکشد گرچه ده انگشت ببریش به گاز؛
ور بپرسیش یک مشکل گویدت به خشم،
«سخن رافضیان است که آوردی باز!»؛
به سؤال تو چو درماند گوید به نشاط،
«بر پیمبر صلواتی خوش خواهم به آواز!»